# SnRNA
Die Abkürzung snRNA steht für small nuclear ribonucleic acid („kleine nukleäre Ribonukleinsäure“). Es handelt sich um RNA von etwa 100 bis 300 Nukleotiden. SnRNA ist im Zellkern lokalisiert und wird von den Polymerasen RNA-Polymerase II und III hergestellt.

## snRNP-Komplexe
snRNA-Moleküle assoziieren im Zellkern mit mehreren spezifischen Proteinen zu einem Komplex, dem snRNP (small nuclear Ribonucleoprotein Particle; gesprochen snurp). Eine Ausnahme bilden dabei Typ-2-Introns, die sich nicht mit Proteinen zusammenlagern. Aufgrund des hohen Uracil-Anteils werden die verschiedenen snRNP-Arten auch U1-snRNA, U2-snRNA usw. genannt. Fünf dieser snRNPs bilden das sogenannte Spleißosom. Von einzelnen snRNPs gibt es bis zu einer Million Kopien. Allerdings sind nur vier Bestandteile für die Entstehung des Spleißosoms und für das Spleißen der prä-mRNA essentiell. Das Spleißosom ist aus fünf snRNPs (U1, U2, U4, U5 und U6) mit fünf unterschiedlichen RNAs aufgebaut.
Sieben Proteine sind in jedem snRNP vorhanden. Man bezeichnet diese Proteine als Sm- und LSM-Proteine (like Sm-Proteine). Sie bilden eine ringförmige Struktur, welche die snRNA an der "Sm site" umschließt. Alle anderen Proteine, die in einem snRNP vorkommen, sind spezifisch für den jeweiligen snRNP-Typ. 
Alle U-snRNAs zeigen ausgeprägte Sekundärstrukturen. Während sich die Nukleotidsequenz bei verschiedenen Tier- und Pflanzenarten stark unterscheidet, ist die Tertiärstruktur hoch konserviert. Am 5'-Ende der U1-, U2-, U4- und U5-snRNA befindet sich jeweils eine N,N,7-Trimethylguanin-Kappe. Es bildet sich dabei eine 5'-5'-Triphosphatbrücke von einem zum nächsten Nukleotid. Diese vier U-snRNAs werden durch die RNA-Polymerase II transkribiert. Die U6-snRNA besitzt keine N,N,7-Trimethylguanin-Kappe. Stattdessen ist am 5'-Ende ein Methyltriphosphat zu finden. Die Transkription der U6-snRNA erfolgt durch die RNA-Polymerase III. Die drei snRNP-Arten U1, U2 und U5 bestehen aus einem RNA-Molekül, wohingegen die U4- und U6-snRNA aus zwei RNA-Molekülen bestehen, die über Wasserstoffbrücken aneinanderbinden.

## Aufgaben der snRNA
Als Bestandteil des Spleißosoms ist die snRNA katalytisch aktiv. Sie ist für die Erkennung und das Spleißen der Introns der im Zellkern enthaltenen prä-mRNA verantwortlich. SnRNPs binden dazu an konservierte Sequenzabschnitte der prä-mRNA, die sich am Übergang zwischen Exon und Intron befinden (5'- und 3'-Spleißstellen). Beim Spleißen werden die in der prä-mRNA vorkommenden Introns, die nichtcodierend sind, beseitigt. Lediglich die codierenden Exons bleiben erhalten und werden miteinander zur mRNA verknüpft. Neben dem Spleißen ist snRNA an vielen anderen Vorgängen beteiligt. Dazu zählt unter anderem die Regulation der RNA-Polymerase II und einiger Transkriptionsfaktoren. Des Weiteren ist snRNA für die Intaktheit der Telomere der Chromosomen verantwortlich.

## Die snoRNA
Die snoRNA (small nucleolar Ribonucleic Acid) ist eine große Untergruppe der snRNA. snoRNA ist an der chemischen Modifikation von tRNA (transfer RNA), rRNA (ribosomale RNA) und snRNA beteiligt, sowie darüber hinaus mitverantwortlich für die RNA-Herstellung. snoRNA ist im Nukleolus, aber auch in den cajal bodies von Eukaryoten vorzufinden.